# Kabelsketal

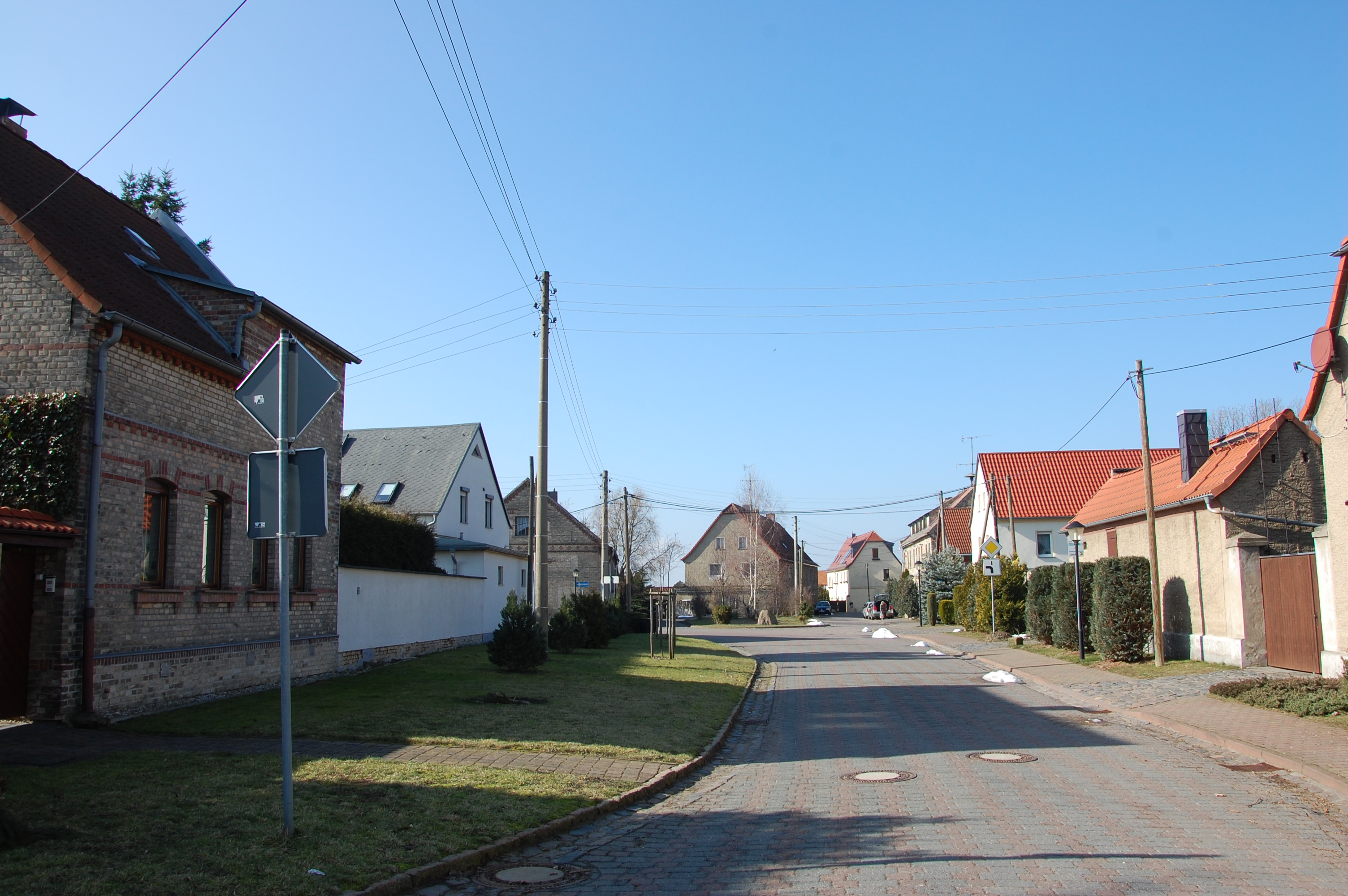
Gottenz, gemeente Kabelsketal

Kabelsketal is een gemeente in de Duitse deelstaat Saksen-Anhalt, en maakt deel uit van de Landkreis Saalekreis.
Kabelsketal telt 9.001 inwoners.

## Indeling gemeente
De volgende Ortschaften maken deel uit van de gemeente:
- Dieskau met de Ortsteilen Dieskau en Zwintschöna
- Dölbau met de Ortsteilen Dölbau, Kleinkugel en Naundorf
- Gröbers met de Ortsteilen Benndorf, Gottenz, Gröbers, Osmünde en Schwoitsch
- Großkugel met de Ortsteilen Beuditz en Großkugel

Bad Dürrenberg ·
Bad Lauchstädt ·
Barnstädt ·
Braunsbedra ·
Farnstädt ·
Kabelsketal ·
Landsberg ·
Leuna ·
Merseburg ·
Mücheln (Geiseltal) ·
Nemsdorf-Göhrendorf ·
Obhausen ·
Petersberg ·
Querfurt ·
Salzatal ·
Schkopau ·
Schraplau ·
Steigra ·
Teutschenthal · 
Wettin-Löbejün